# Saint-Gonnery
Saint-Gonnery är en kommun i departementet Morbihan i regionen Bretagne i nordvästra Frankrike. Kommunen ligger i kantonen Pontivy som tillhör arrondissementet Pontivy. År 2022 hade Saint-Gonnery 1 087 invånare.

## Befolkningsutveckling
Antalet invånare i kommunen Saint-Gonnery
| Referens: INSEE |